# 응원-HIGH ~꿈의 START LINE~
《응원-HIGH ~꿈의 START LINE~》은 일본 니혼TV에서 2025년 2월 15일부터 방송되고 있는 J팝 보이그룹 오디션 프로그램이다. 11명 중 7명만이 최종 데뷔조로 선발된다.

## 참가자
- 유주
- 신
- 루카
- 가쿠
- 하쿠
- 하루
- 소타
- 쿄스케
- 카이지
- 레오
- 나루미